# Charles de La Roche-sur-Yon
Charles de Bourbon-Montpensier, Prince de La Roche-sur-Yon (* 1515 oder um 1515; † 10. Oktober 1565 Beaupréau, 50 Jahre alt) war ein Prinz von Geblüt aus der Linie der Herzöge von Montpensier. Er war der 3. Prince de La Roche-sur-Yon und wurde gegen Ende seines Lebens Herzog von Beaupréau.
Als Militärbefehlshaber nahm er an den Italienkriegen und den Hugenottenkriegen teil; als Angehöriger des königlichen Hofes war er Gouverneur des jungen Königs Karl IX.

## Biographie
Charles de Bourbon-Montpensier ist der jüngste Sohn von Louis de Bourbon, 1. Prince de La Roche-sur-Yon, und Louise de Bourbon, 5. Comtesse de Montpensier. Louis III. de Bourbon, duc de Montpensier ist sein Bruder. Mit ihm kämpfte er in den Kriegen gegen Kaiser Karl V., in der Provence (1536), im Artois (1537), im Roussillon (1542) und in der Champagne. 1552 nahm er an der Verteidigung von Metz teil, das von Karl V. belagert wurde, 1554 mit Heinrich II. an der Belagerung von Renty im Artois.
Während der Regierungszeit von Franz II. war er bei dem „Vendôme-Treffen“ (1559) anwesend, bei denen Anhänger seines Vetters Antoine de Bourbon zusammenkamen, um der Machtübernahme durch das Haus Guise zu begegnen. Letztere versuchten, die Bourbonen aus dem Weg zu haben, indem sie sie aufforderten, Elisabeth von Valois, die Schwester des Königs, auf ihrer Reise nach Spanien zu begleiten, wo sie ihren Ehemann, den König Philipp II treffen sollte. Der Prince de La Roche nahm an der Reise teil und überreichte dem König von Spanien bei dieser Gelegenheit die Halskette des Ordre de Saint-Michel.
Zu der Zeit, als die Religionskriege begannen, war er im Gegensatz zu seinem Bruder ein gemäßigter Katholik und Teil der Gruppe von Verwandten um die Königin Caterina de’ Medici, die die Politik der Vermittlung mit den Protestanten unterstützte. 1561 machte die Königin aus Charles de Bourbon-Montpensier den Gouverneur des jungen Königs Karl IX.
Heinrich II. machte ihn am 14. Oktober 1561 zum Lieutenant-général (Stellvertreter) für François de Montmorency als Gouverneur von Paris und der Île-de-France. Am 16. Januar 1562 wurde er zum Gouverneur der Dauphiné ernannt.
Während des Ersten Hugenottenkriegs diente er in der königlichen Armee und nahm an der Belagerung von Bourges und der Belagerung von Rouen (1562) teil. Zum Dank für seine Dienste erhob der König das Baronat Beaupréau 1557 zum Marquisat und im Juni 1562 zum Herzogtum.
Schwer erkrankt empfing Charles de Bourbon-Montpensier im Oktober 1565 Caterina de’ Medici in seinem Haus in Beaupréau. Er starb am Tag darauf, am 10. Oktober 1565 im Alter von 50 Jahren ohne überlebende Nachkommen. Er wurde in Beaupréau bestattet.

## Ehe und Familie
Charles de Bourbon-Montpensier heiratete um 1544 Philippe de Montespedon, Dame de Beaupréau, Erbtochter von Joachim de Montespedon und Jeanne de La Haye, Witwe von René de Montejean, Marschall von Frankreich († 1539), und ab 1561 Première dame d’honneur Caterina de’ Medicis. Ihre Kinder sind:
- Henri, Marquis de Beaupréau (* 1545 † 1560 nach dem 15. Dezember bei einem Turnir in Orléans)
- Jeanne (* wohl 1547; † wohl 1548, 9 Monate alt)

Philippe de Montespedon starb am 12. April 1578 in Paris.